# Трёхсотлетие царствования дома Романовых (фильм)
«Трёхсотлетие царствования дома Романовых» (другое название — «Трёхсотлетие царствующего дома Романовых») — художественный фильм Александра Уральского и Николая Ларина.

## Сюжет
Фильм состоит из 47 эпизодов. Каждый из них иллюстрирует то или иное событие российской истории, связанное с представителями дома Романовых:
1. «Воевода Давид Жеребцов пробивается на помощь осаждённым польскими войсками в Троицко-Сергиевской Лавре».
2. «Вылазка осаждённых и бой под стенами монастыря».
3. «Защитники Лавры на Калечьей башне».
4. «На паперти собора во время приступа».
5. «Соборный протопоп Савва читает в Нижнем Новгороде грамоту из Троицко-Сергиевской Лавры, призывающую русских людей объединиться и идти на помощь Москве».
6. «Земский староста Козьма Минин убеждает нижегородцев принести на спасение родины и жизнь, и состояние. Народ отдаёт деньги и своё имущество».
7. «Под стяг кн. Пожарского стекаются ратники, образовывается второе ополчение».
8. «Кн. Пожарский, благословляемый духовенством, решает двинуться на освобождение Москвы».
9. «Патриарх Гермоген в заключении. Поляки заставляют патриарха подписать грамоту о роспуске народного ополчения».
10. «Из Спасских ворот выходит депутация Великого Земского Собора, чтобы спросить, кого народ желает на царство».
11. «Народ у Лобного места в ожидании прибытия депутации от Великого Земского Собора».
12. «Народ единогласно решает, как то раньше решил Великий Земский Собор, просить на царство Михаила Фёдоровича Романова».
13. «Привал выборных людей земли русской у Костромы».
14. «Выборные подходят к Ипатьевскому монастырю».
15. «Просят Михаила Фёдоровича принять царский венец, а инокиню Марфу дать своё согласие на избрание её сына на царство».
16. «Избранный на царство Михаил Фёдорович сходит к народу с крыльца костромских палат».
17. «Славный подвиг Ивана Сусанина: „за веру, царя и отечество“».
18. «Михаил Фёдорович под Ярославлем, по дороге его к Москве встречают ярославцы».
19. «Обряд избрания царской невесты».
20. «Местничество. Картина изображает, как строптивый боярин, не желая занять дальнего от царя места за столом, опускается со скамьи на пол. Затем следуют две картины, иллюстрирующие возникающие сношения с Западной Европой».
21. «Французское посольство Людовика XIII во главе с Дегансом прибывает в Москву чтобы строить союз с царём Михаилом Фёдоровичем».
22. «Приём иноземного посольства царем Михаилом Фёдоровичем в Грановитой палате».
23. «Юный царь Алексей Михайлович, воспитатель его боярин Морозов, думный дьяк Назар Чистой и доктор-иностранец».
24. «Царь Алексей Михайлович в терему своих сестёр-царевен встречает дочерей Ильи Даниловича Милославского, с одной из которых, с Марией, царь сочетался затем браком».
25. «Присоединение Малороссии. Посольство Богдана Хмельницкого во главе с генеральным судьёй Самойлом Богдановичем Зарудным и Переяславским полковником Павлом Тетерей приезжает в Москву просить царя Алексея Михайловича взять Малороссию под свою высокую руку».
26. «Приём посла шведского короля Карла X Густава».
27. «Спор о вере и исправление книг богослужебных при патриархе Никоне».
28. «Потешные царевича Петра Алексеевича в селе Измайловском под Москвой».
29. «Иноземные мастера обучают русских столярному и слесарному ремеслу».
30. «Ассамблея при Петре I. Провинившийся вельможа в наказание должен выпить кубок большого орла».
31. «Пётр I по возвращении из-за границы находит свой прежний ботик».
32. «Пётр I после Полтавской победы пирует вместе с пленными шведами „и за учителей своих заздравный кубок поднимает!“»
33. «Пётр I по принятии титула императора выходит из Троицкого собора».
34. «И. И. Шувалов сообщает своей матери Татьяне постановление императрицы Елизаветы Петровны об открытии первого русского университета в Москве».
35. «Императрица Екатерина II награждает героев турецкой войны по заключении Кайнарджийского мира».
36. «Суворов среди придворных после покорения Польши».
37. «Императрица Екатерина II жалует Суворову фельдмаршальский жезл за покорение Польши».
38. «Обучение русских солдат по прусскому образцу при императоре Павле I».
39. «Современники императора Александра I Благословенного: Кутузов, Барклай-де-Толли, Ермолов. Митрополит Платон, Сперанский, Карамзин».
40. «Современники императора Николая I: Грибоедов, Гоголь, Пушкин, Лермонтов, Крылов, Корнилов, Нахимов».
41. «Чтение в крестьянской избе манифеста об освобождении от крепостной зависимости».
42. «Суд гласный, милостивый и правый».
43. «У бюста царя-освободителя».
44. «Открытие памятника государю императору Александру III в высочайшем присутствии».
45. «Коронация государя императора Николая II Александровича».
46. «Открытие памятника императору Александру III в Санкт-Петербурге».
47. «Празднование столетия Отечественной войны в Москве».

## В ролях
| Актёр            | Роль               |
| ---------------- | ------------------ |
| Михаил Чехов     | Михаил Фёдорович   |
| Лидия Сычёва     | инокиня Марфа      |
| Николай Васильев | Филарет            |
| Пётр Бакшеев     | князь Пожарский    |
| Евгений Иванов   | Авраамий Палицын   |
| Владимир Попов   | Алексей Михайлович |

## Кадры из фильма

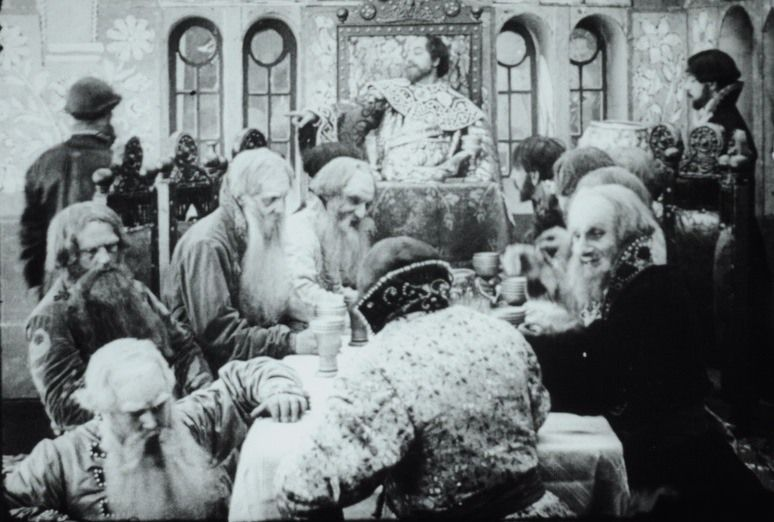
«Местничество. Картина изображает, как строптивый боярин, не желая занять дальнего от царя места за столом, опускается со скамьи на пол».
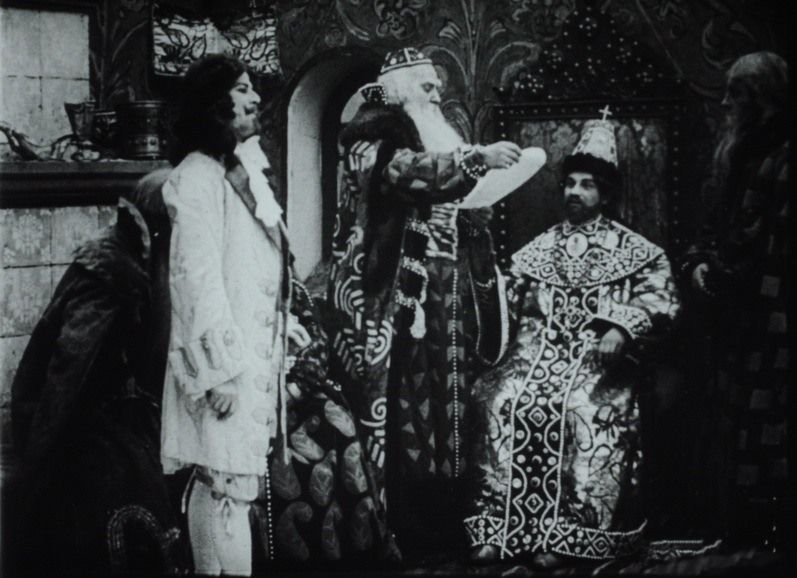
«Приём посла шведского короля Карла X Густава».